# Lasionycta phoca
Lasionycta phoca es una especie de mariposa nocturna de la familia Noctuidae.
Habita en tundras en el este y centro de Canadá, existiendo registros desde Labrador hasta la costa oeste de la bahía de Hudson.
Los adultos son diurnos y nocturnos, y vuelan en junio y julio.
- Datos: Q6493450
- Multimedia: Lasionycta phoca / Q6493450
- Especies: Lasionycta phoca